# Hans Reymann
Hans Reymann (* 5. Dezember 1925 in Düsseldorf; † 17. Januar 1988) war ein deutscher Politiker der SPD.

## Ausbildung und Beruf
Nach dem Besuch der Oberschule, dem Kriegsdienst und Gefangenschaft arbeitete Hans Reymann als Betonbaufacharbeiter. Am Abendgymnasium legte er 1951 das Abitur ab. Das anschließende Studium der Wirtschafts- und Sozialwissenschaften an der Akademie für Gemeinwirtschaft Hamburg von 1951 bis 1953 beendete er als Diplom-Volkswirt. Von 1954 bis 1958 arbeitete er als Referent für Sozialpolitik im Parteivorstand der SPD. Ab 1955 war er Referatsleiter. Von 1958 bis 1972 leitete Reymann die Abteilung Sozialpolitik beim Landesbezirk Nordrhein-Westfalen des Deutschen Gewerkschaftsbundes. Ab 1972 wirkte er als Kreisvorsitzender des DGB-Kreises Düsseldorf.

## Politik
Hans Reymann war seit 1952 Mitglied der SPD. Mitglied des Unterbezirksvorstandes war er seit 1966. Ferner war er von 1951 bis 1953 Mitglied des sozialistischen Studentenbundes. Reymann war seit 1948 Mitglied der Gewerkschaft Bau, Steine, Erden. Als Vorsitzender der Arbeiterwohlfahrt, Kreisverband Düsseldorf, fungierte er seit 1972. Er wirkte als Vorsitzender des Vorstandes der Landesversicherungsanstalt Rheinprovinz Düsseldorf im jährlichen Wechsel mit dem Arbeitgebervertreter.
Hans Reymann war vom 24. Juli 1966 bis zum 25. Juli 1970 und vom 29. Mai 1975 bis zum 17. Januar 1988 direkt gewähltes Mitglied des 6., 8., 9. und 10. Landtages von Nordrhein-Westfalen für den Wahlkreis 046 Düsseldorf III bzw. Wahlkreis 047 Düsseldorf IV.